# Richard Rappaport
Richard Rappaport que nasceu em 1944 em Pittsburgh é um pintor norteamericano de retratos e obras figurativas de grandes dimensões, de formação clássica e cuja evolução pictórica há cerca de meio século tem sido uma espiral de aproximação e afastamento do ideal renascentista.
Na sua obra, mesmo quando aplica a abstração, Rappaport mantém a figura icónica como fonte primacial. Além de retratos de profundidade psicológica, Rappaport, na tradição da pintura como memorial, usa a iconografia cristã para representar o Holocausto, a Guerra do Biafra e a Guerra do Vietname.
Antigo aluno e amigo de Robert L. Lepper na Universidade Carnegie Mellon em Pittsburgh, Rappaport é um dos artistas influenciados pelo curso de Lepper intitulado Individual and Social Analysis (Análise Individual e Social).
O seu texto de 1989, Robert Lepper, Carnegie Tech, and the Oakland Project, é a principal fonte sobre a influência de Lepper sobre Andy Warhol, Philip Pearlstein, Mel Bochner, e Jonathan Borofsky quando estes foram seus alunos.
Desde 1981 Rappaport tem usado as páginas de anúncios de revistas de arte internacionais como lugar de exposição e a principal forma de presença pública. Nestas revistas incluem-se Art in America, Artforum, Flash Art, Bomb, Modern Painters, World Art, The New Criterion, e Limn.

## Vida e Obra
Desde cedo, a partir dos oito anos, que Rappaport demostrou uma invulgar capacidade para desenhar o rosto humano fazendo retratos emocionalmente credíveis de familiares e amigos, tendo o trabalho culminante sido o desenho reverencial da sua bisavó (1954), feito pouco depois do seu décimo aniversário. Depois ao longo de três anos, começando no quinto ano, o jovem artista assistiu às lições de Tam O'Shanter no Carnegie Institute, a que se seguiu aos treze anos durante um ano a aprendizagem tradicional de pintura com o artista realista/surrealista Abe Weiner. Já um talentoso desenhador aos dezessete anos, Rappaport é premiado com a medalha de ouro em desenho no National Scholastic Art & Writing Awards (Prémios Nacionais Escolares de Arte e Escrita dos EUA) na primavera de 1962, entrando para o Departamento de Pintura e Desenho do Carnegie Tech no outono daquele ano.

### Os anos do Carnegie Tech
Uma das obras mais significativas, que irá enformar a prática futura do artista, feita nas férias de Natal do seu primeiro ano no Carnegie Tech, é Self Nude (1962), com cerca de metro e meio de altura, do torso do próprio autor, destacando um braço nu, o ombro e metade do rosto contra o fundo preto. Oito anos mais tarde o artista retorna ao conceito de quadro negro ao qual aplica camadas de tinta a óleo como em Joseph Accused (José Acusado) (1971) em que a imagem é obtida riscando a camada superior de cádmio vermelho para surgirem as cores mais claras inferiores turquesa e amarelo claro.
Em agosto de 1963, no verão após o seu ano de calouro, Rappaport pinta o seu primeiro conjunto de retratos em que se incluem Mrs. Ress (1963), Ann Weiner (1963) e o Self Nude (1963), permitindo-lhe ganhar o prémio do Departamento de arte pelo trabalho feito de forma independente e proporcionando-lhe a sua primeira exposição destes retratos no corredor central do Departamento no início do seu segundo ano escolar. Ao ver a exposição, o pai do pintor dá-lhe dinheiro para comprar materiais de pintura o que torna possível a execução dos seus trabalhos de grande dimensão de pintura sobre tela nos últimos três anos de estudo.

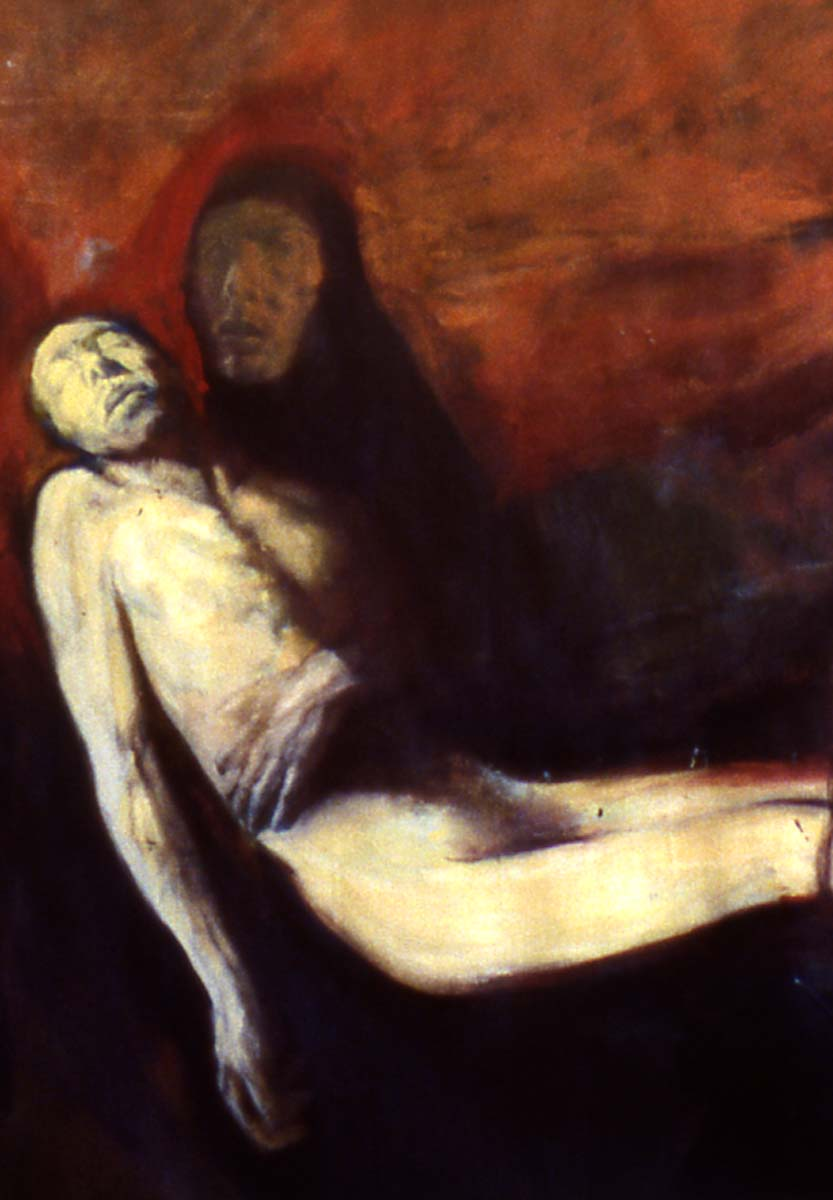
Burial of Christ (Lamentação), detalhe, 1964

A partir daí só nominalmente continuará a ser um estudante, escolhendo os seus temas de forma independente e trabalhando fora da sala de aula nesse segundo ano escolar revendo Rembrant e Ticiano enquanto pintava a primeira fase do retrato de sua mãe Woman with Red Hands (Mulher com Mãos Vermelhas) (1963) e Burial of Christ (A Lamentação) (1964) cuja representação austera, sendo uma homenagem à Pietà de Villeneuve-lès-Avignon medieval, é a primeira de uma série de obras realizadas ao longo do tempo em que ele se retrata no papel de intruso alienado.

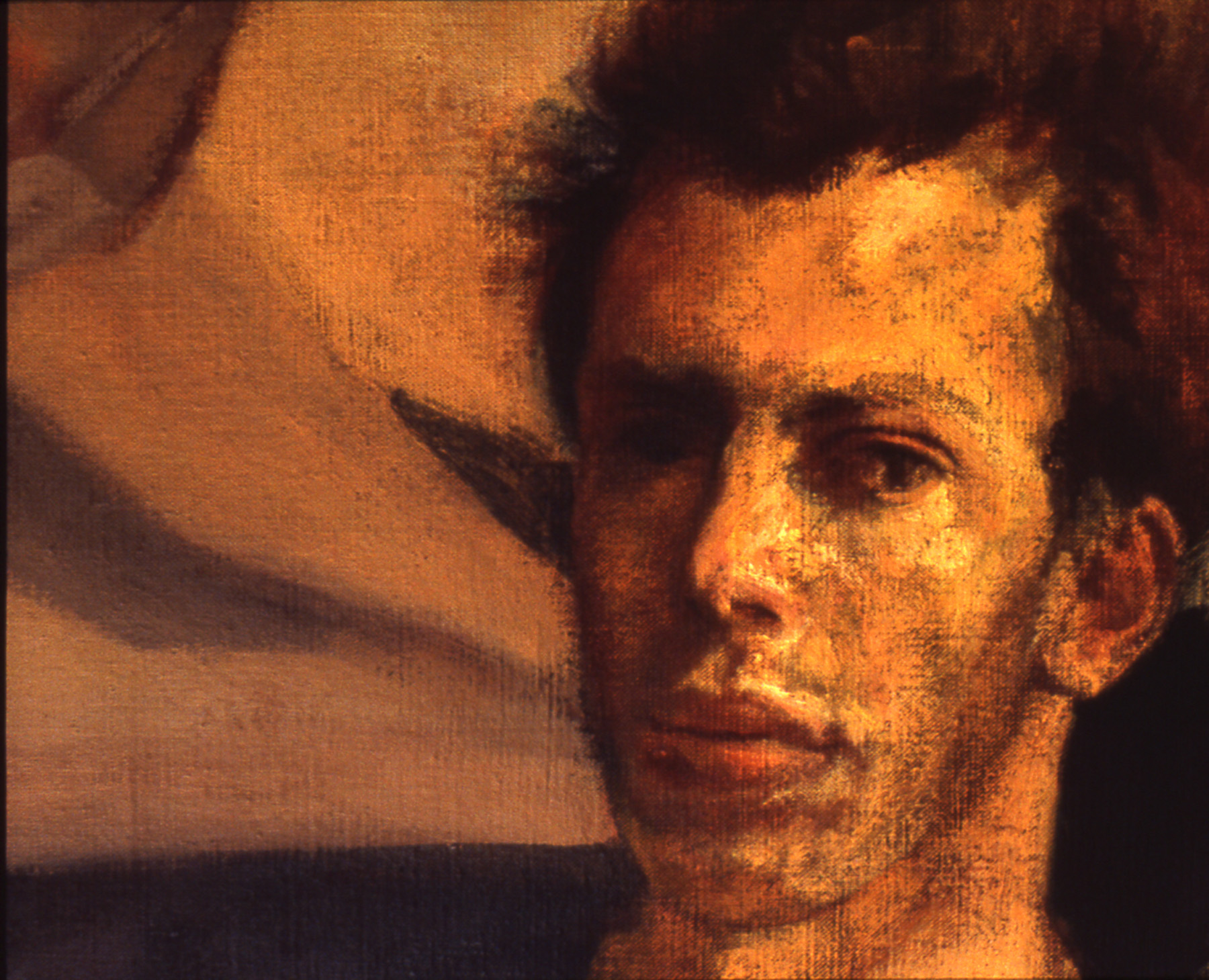
Family Portrait (Retrato de Família) detalhe, 1965

No ano seguinte realiza o duplo-retrato dos atores Michael Tucker e Laurie Jefferson (1965) e o retrato parcial da própria família Family Portrait (1965) que inclui a mãe dele, o irmão mais novo Ronald e ele próprio, realizado num momento emocionalmente intenso pois os seus pais se haviam separado. As faces em ambos os quadros são construídas a partir do tecido absorvente que deve muito ao exemplo de Edgar Degas - especialmente o da mãe do artista que invoca Portrait of a Young Woman (Retrato de uma Mulher Jovem) (1867) de Degas.
No verão de 1965, em Six Characters in Search (Seis Personagens em Busca) (1965), o artista retrata-se como protagonista rebelde/alvo de ridículo e agente do juízo que retoma o Cristo de Michelangelo no Juízo Final; e em Jewess Accused (Judia acusada) (1965) substitui a ênfase colocada em Christ and the Woman Taken in Adultery (Cristo e a mulher tomada em adultério) para expressar o ostracismo e a acusação de crimes contra os judeus que levaram ao Holocausto. Segue-se no último semestre lectivo We Are All Somnambulists (Somos todos Sonâmbulos) (1966). Todos foram pintados com modelos ao vivo.

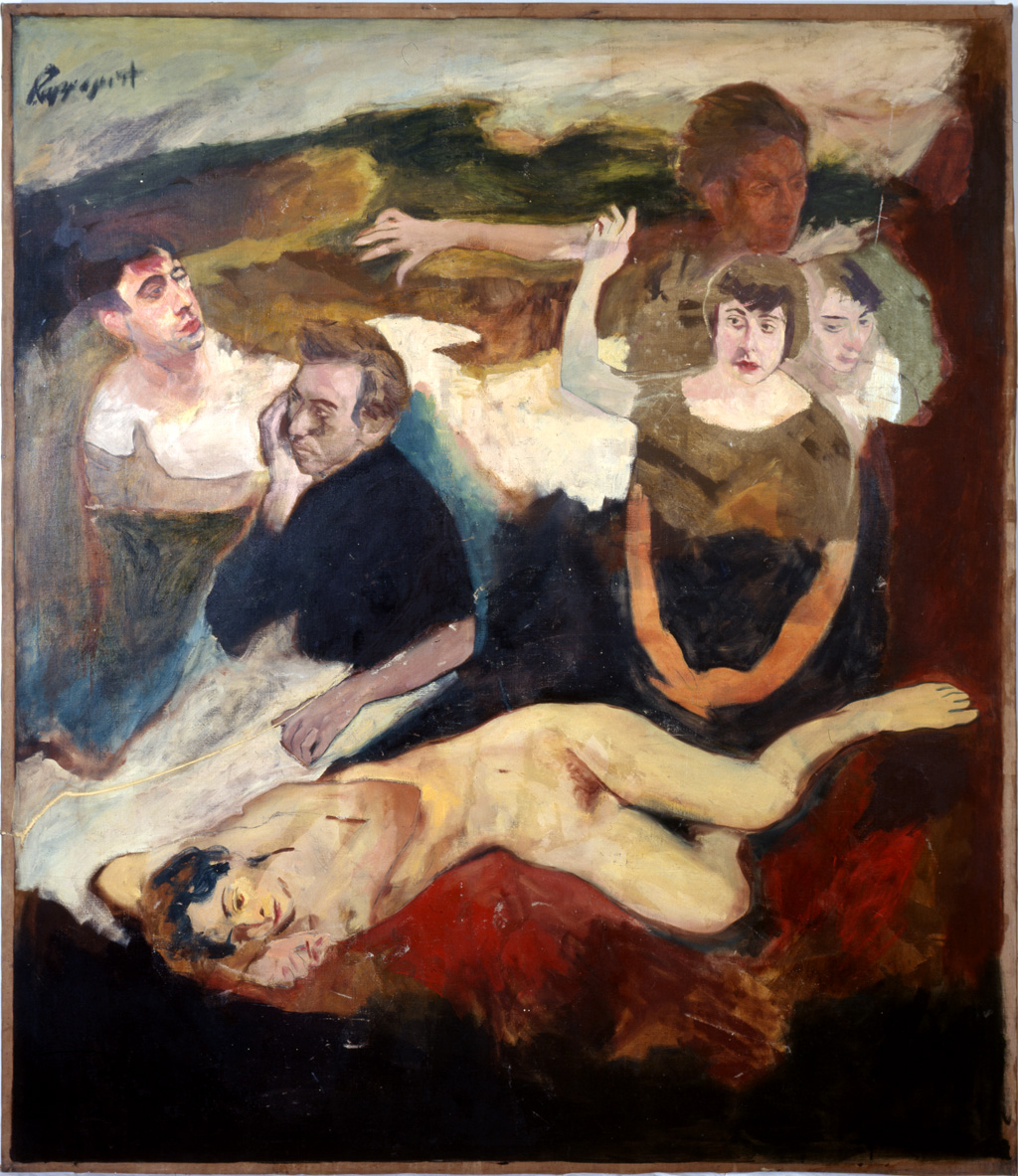
Jewess Accused (Judia Acusada), 1965

No entanto, a obra de Rappaport está desfasada dos movimentos artísticos dominantes que emergiram na década de 1960 - Pop Art, Minimalismo e Arte conceptual - e em desacordo com o Novo Realismo, cujo programa de objetividade na representação da figura humana, eliminando todas as respostas subjetivas, exigindo a dimensão espiritual, desacredita o evidente romantismo na pintura de Rappaport. Enquanto Alice Neel e Larry Rivers em Nova York, Francis Bacon (artista) e Lucian Freud em Inglaterra e Balthus em França têm o privilegio de pintar figurativamente, a prática de Rappaport é marginalizada já como estudante, expressando nessas primeiras obras temas universais da condição humana e assumindo a sua pintura também um aspecto autobiográfico.
Para além da pintura, Rappaport desenha constantemente. A sua série gráfica mais evoluída é executada diretamente a partir de uma figura esquelética mumificada naturalmente, tendo sido enterrada em posição fetal, em exposição no Museu Carnegie, que fora sempre um fascínio para o artista e a que, utilizado como motivo simbólico do Holocausto, o artista irá retornar trinta e cinco anos mais tarde, na pintura The Oven's Womb (O Ventre do Forno) (1997), desenhado de forma simplificada, como se pintura de caverna, num campo de cor vermelho de cádmio.

### A influência de Robert Lepper
No Outono de 1964, Rappaport assiste as aulas de Robert Lepper, intituladas "Análise Individual e Social", estabelecendo uma relação estreita com o professor naturalmente mais velho. No entanto, ainda que fascinado pela lógica e eloquência de Lepper sobre uma vasta gama de questões, o caminho de Rappaport não segue alinhado com o dos ex-alunos famosos do Lepper: Andy Warhol, Philip Pearlatein, Mel Bochner, e Jonathan Borofsky.

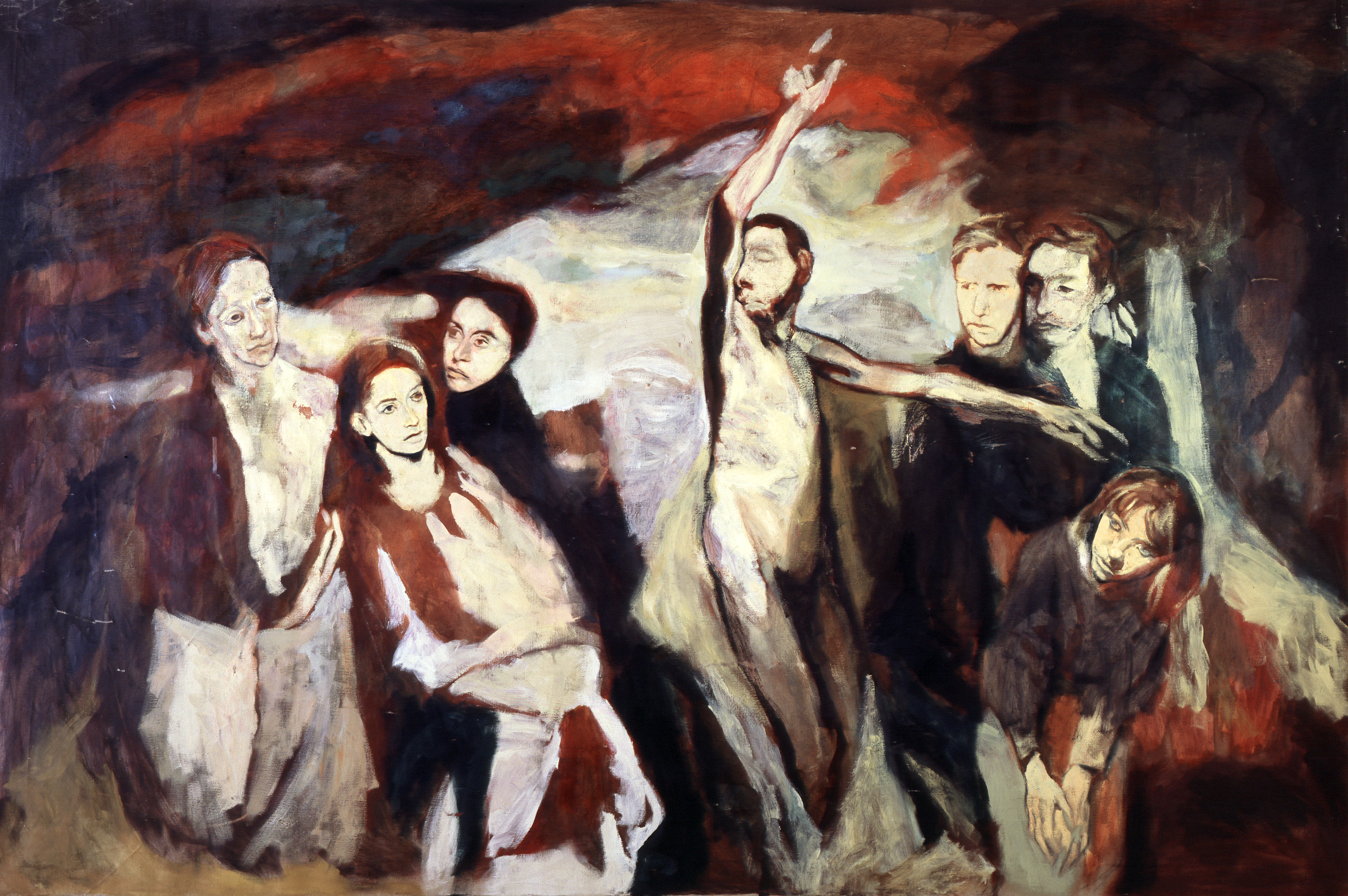
Six Characters in Search (Seis Personagens em Busca), 1965

Estes, conscientes da mudança de hierarquia de valor devido ao impacto da máquina e mídia na sociedade, são directamente influenciados pelo trabalho de Lepper sobre desenho industrial e abordando o potencial do papel da tecnologia na prática de arte contemporânea, uma estratégia vista na prática conceitual de Bochner.
Ainda que continue dedicado a Lepper nos vinte e cinco anos seguintes, ao mesmo tempo seguindo a progressão das ideias de Lepper na evolução da obra dos artistas acima mencionados, o que consequentemente levou à escrita em 1989 de "Robert Lepper, Carnegie Tech, and the Oakland Project" ("Robert Lepper, Carnegie Tech e o projeto Oakland), Rappaport não pode ser considerado no "campo" de Lepper. (Isto será tornado mais evidente cerca de dezassete anos após a morte do Lepper no seu ensaio Robert Lepper /Six Characters in Search (Robert Lepper /Seis Personagens em Busca) que revê o legado de Lepper quatro décadas mais tarde.)
Ao invés, Rappaport mantém a sua própria agenda, já evidente em Burial of Christ (A Lamentação) pintado no ano anterior ao encontro com Lepper, que funde numa pintura figurativa expressiva o autobiográfico com o sócio-político, que são opções postas de lado na introdução por Lepper das suas aulas, cujo principal objetivo, expurgado do sócio-político, evoca o poder psíquico e emotivo da memória sem intermediação em resposta ao material autobiográfico.
De grande importância, o afastamento de Rappaport no final da década de 1960 da pintura tradicional com pincel para a sua técnica de grattage deve-se ao exemplo do próprio Lepper de chegar à conclusão de que o pincel não fazia parte dos seus instrumentos, que eram antes os do fabricante industrial. E ao olhar para a grande tradição figurativa da arte ocidental como um recurso e inspiração, Rappaport fá-lo enquadrado pela perspectiva tardo-modernista/pós-modernista de Lepper.
O Outono de 1964 revela-se um momento auspicioso quando logo após o início da classe de Robert Lepper, Rappaport encontra Herbert A. Simon, um dos cientistas sociais mais influentes do século XX, cujo trabalho de simulação por computador é pioneiro na tomada de decisões, e, na sequência da oferta por Rappaport a Simon de um desenho da filha deste, Barbara, cresce o relacionamento entre eles. Simon torna-se num dos primeiros apoiantes e amigo de longa data do jovem artista, cujo retrato, Herbert A Simon (1987), Rappaport pinta no verão de 1987 para a Universidade Carnegie Mellon por ter sido aquele o seu primeiro Prémio Nobel, retrato que é seguido uma semana mais tarde pelo de Robert Lepper.

### Ship of Fools(Nave de Loucos), Julho de 1966

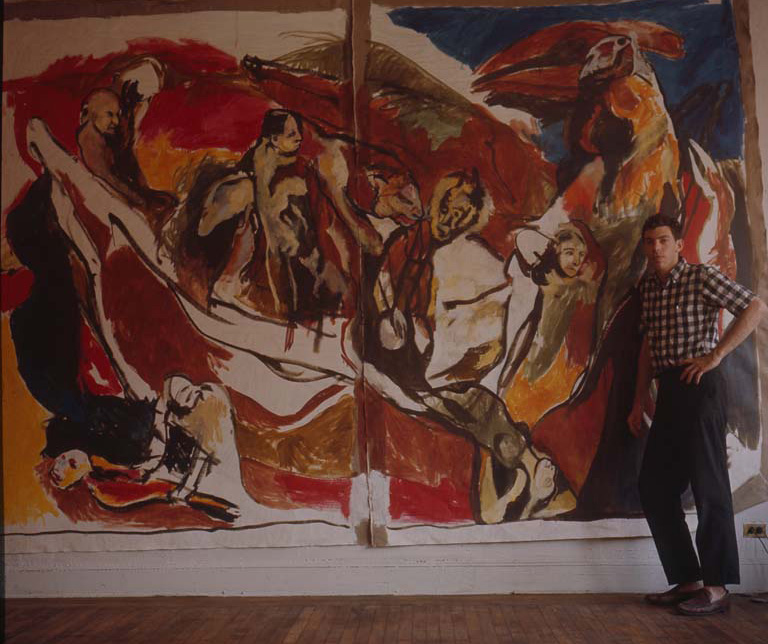
Ship of Fools (Nave de Loucos), 1966

Após a licenciatura, em junho de 1966, é cedido a Rappaport um espaço em Nova Iorque durante o verão onde ele pinta a sua primeira obra sem utilizar modelos vivos, utilizando uma execução expressivamente gestual no desenho das figuras. Tomando como inspiração uma fotografia de Marc Chagall a pintar os seus murais para o Lincoln Center, bem como uma pintura em rolo japonesa emprestada pelo seu benfeitor, a qual incluia uma imagem de um barco assolado por um tufão, barco que pertencia à armada Mongol que falhara a invasão do Japão no século XVI, Rappaport, que já tinha em mente a versão de Hieronymus Bosch para o tema, começa a pintar Ship of Fools (Nave de Loucos) (1966) horas após o anúncio dos primeiros bombardeamentos do Vietname do Norte pelos Estados Unidos na escalada da guerra.
Ship of Fools (Nave de Loucos) não marca apenas um acontecimento histórico; artisticamente, marca um ponto de viragem para o jovem artista que entra numa fase de figuração iconográfica que em algumas obras dos anos de 1970 leva à redução quase completa dos traços do elemento figurativo.

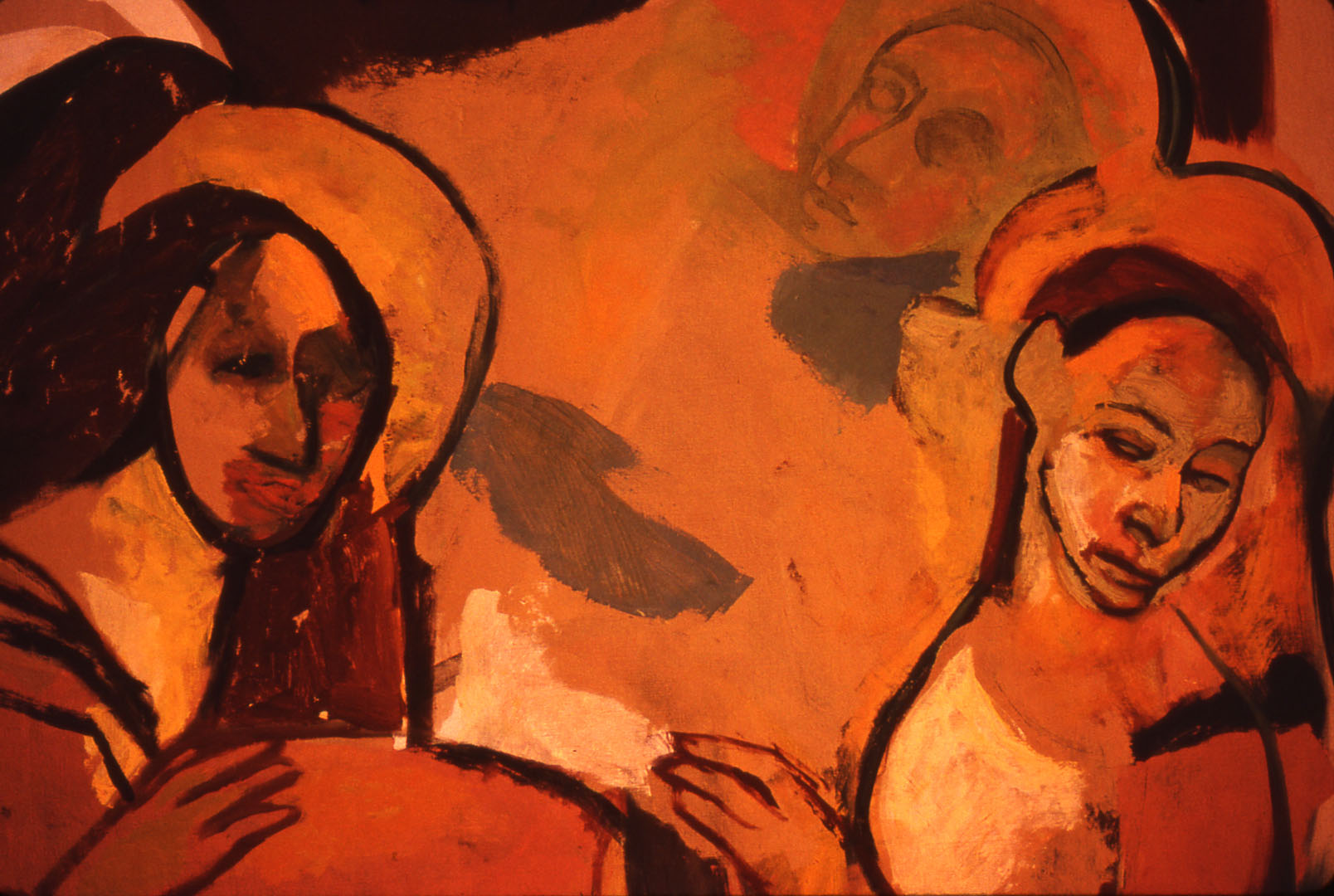
Oratory Mural (Mural do Oratório) - detalhe - A Anunciação, 1966

A grande obra seguinte de Rappaport, nessa evolução, é o Mural do Oratório (1966-1967), que surge em resultado da exposição de Navio de Loucos na Universidade Carnegie Mellon em novembro de 1966, quando o Padre Philip Walsh do Oratório de Pittsburgh encomenda a Rappaport a pintura de um tríptico para a casa de repouso em projeto, obtendo para o artista um espaço para estúdio na antiga Chancelaria nas traseiras da Catedral de S. Paulo, em Pittsburgh, onde o artista pinta as telas no chão da biblioteca gótica. O mural, que foi recusado por quem o encomendou, manteve-se enrolado durante vinte anos, e só então encontra um espaço de exposição por empréstimo alargado ao Institutes for the Achievement of Human Potential de Filadélfia, em 1987.

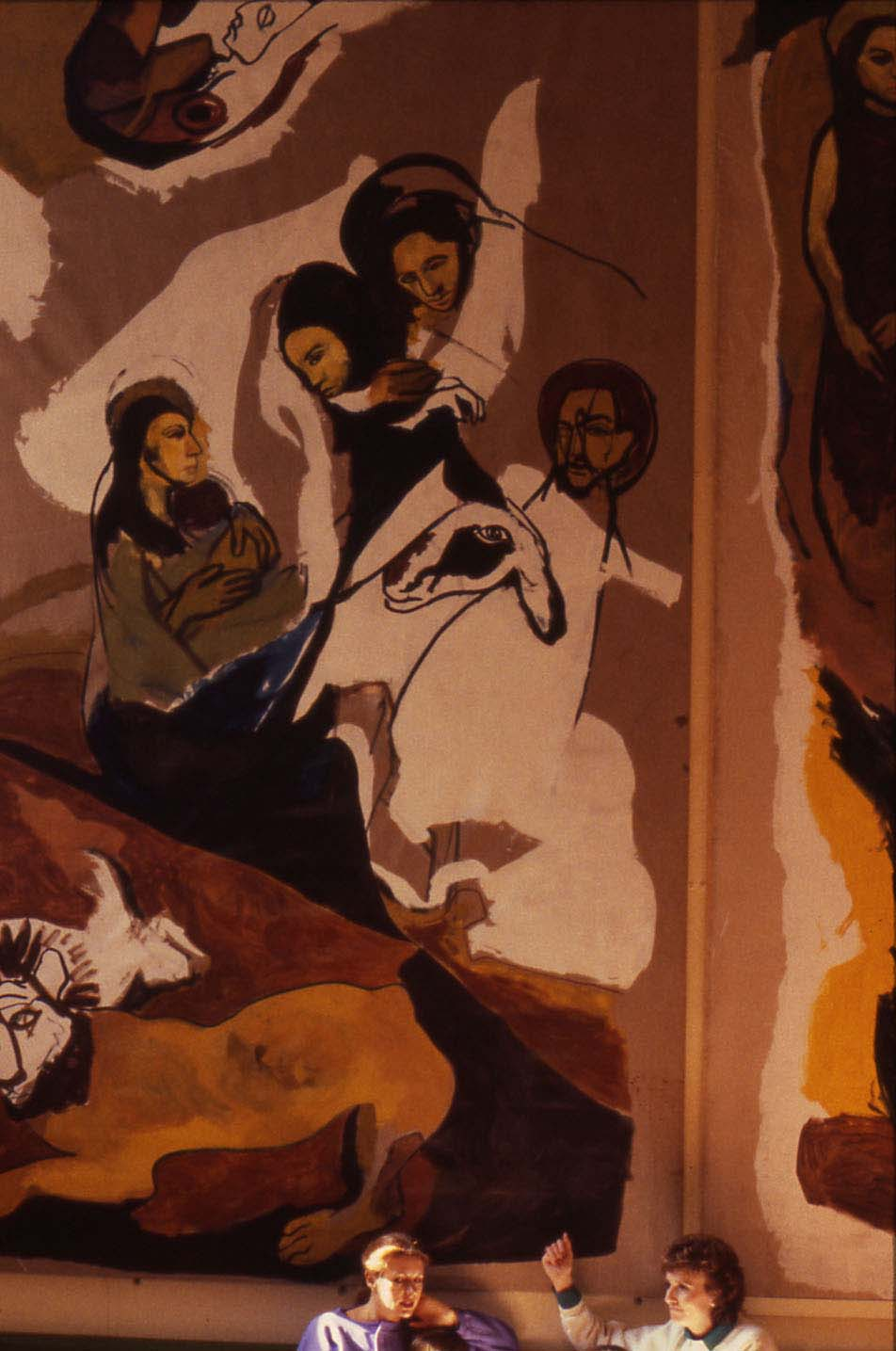
Oratory Mural (Mural do Oratório) - Fuga pelo Deserto, 1967

Ao trabalhar a iconografia deste tríptico, o artista torna-se um admirador dos afrescos de Giotto, embora apenas a Fuga para o deserto na tela à esquerda do Mural do Oratório sugere abertamente essa influência. E, em geral, apesar da gravidade do tema no ciclo A vida de Cristo de Giotto na Capela Scrovegni, há nele um ar de alegria que enforma o clima de comemoração, a que Rappaport responde no seu mural expresso na função decorativa e modernista da sua obra.
A um nível estrutural, é em obras posteriores que as composições condensadas de Giotto, como no ciclo de S. Francisco em Assis, com desfiladeiros montanhosos em que as suas figuras se encontram, que se tornam uma fonte de inspiração para as obras abstrato figurativas de Rappaport como em Valley of the Kings (1969) and Asleep by the Tomb (1970).
Giotto, contudo, não é a única fonte iconográfica para o mural. Na Anunciação do Retábulo de Mérode (1427-1432) de Robert Campin, a mesa-redonda que separa discretamente o anjo Gabriel de Maria torna-se para o quadro de Rappaport o "círculo de aceitação" onde Maria está prestes a colocar a mão dela, e onde Rappaport adiciona acima da cabeça dela o rosto de outro anjo que representa a sua consciência do futuro do seu filho olhando para cima para o Batismo, e que evolui vários anos mais tarde para o motivo surreal e abstrato de "namoro" em Providence in Motion (1969).
Enquanto trabalhava no Mural do Oratório, Rappaport produz uma adaptação linear do retrato da sua mãe Woman with Red Hands (Mulher com Mãos Vermelhas) (1963-1966), que combina com a figura de Evelyn Ress, com a dupla visão da cabeça dela, uma caindo abaixo da outra, como se caindo no sono, e que se torna o protótipo para uma série de pinturas que começam com Mourning Clown (Palhaço Enlutado) (1967), que expressa a mágoa do artista pela morte da sua amiga a Sra. Ress, e The Work of Mourning (O Trabalho de Luto) (1968) que regressa ao grande tema do Holocausto e que faz a progressão contínua para as obras que elabora em França no outono de 1968.

### Os anos de Paris: Abstrações,Joseph Accused(José Acusado)
Em 1968 Rappaport começa uma estada de quase três anos em França.

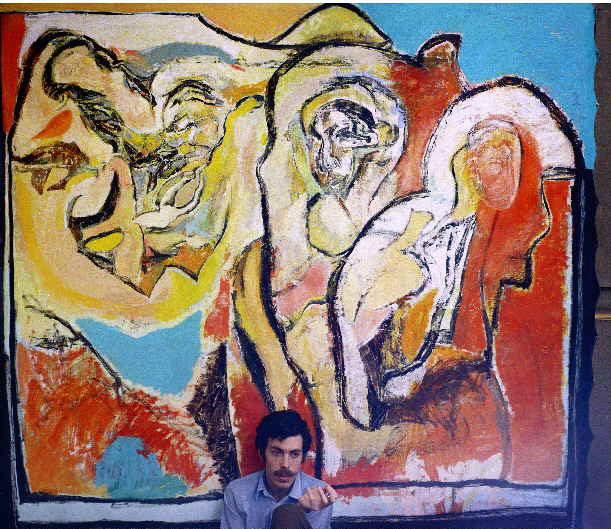
Father, Vulture, Holy Butterfly (Pai, Abutre, Borboleta Sagrada), 1968 (onde se nota a referência a Les demoiselles d'Avignon de Picasso)

Apesar de haver sugestões nas obras de Paris de Weeping Woman (Mulher a Chorar) de Picasso, tal como da máscara dourada de Tutankamon e The King de Rouault, em Biafra Madonna (1º ver. 1968) e Rabino (1968), juntamente com a estrutura formal dos retábulos românicos de Cimabue em Father, Vulture, Holy Butterfly (Pai, Abutre, Borboleta Sagrada) (1968); são as próprias imagens e, acima de tudo, o próprio processo de gravura que é de salientar: rolar um revestimento de cera na superfície da chapa - desenhar sobre esse fundo de cera – raspar as linhas indesejadas depois de a placa ser um pouco banhada em ácido, que leva Rappaport ao modo como ele em breve irá trabalhar num processo de duas fases as obras de 1969 e 1970, que resultam de raspar as várias camadas de tinta aplicadas na fase inicial da obra, tanto quando ainda maleável como depois de seca, para formar a imagem final - um processo a que o artista dá o termo geral de “em grattage”.
É um processo fortemente tátil, quase violento, o da formação de ícones figurativos primitivo/modernistas que são tanto gravados e esculpidos quanto pintados e o simbolismo resultante que explora a devastação pelo tempo sobre os empreendimentos humanos ou que retrata a luta entre malevolência e inocência que antecipa o Neo-expressionismo e se aproxima da obra de Anselm Kiefer.

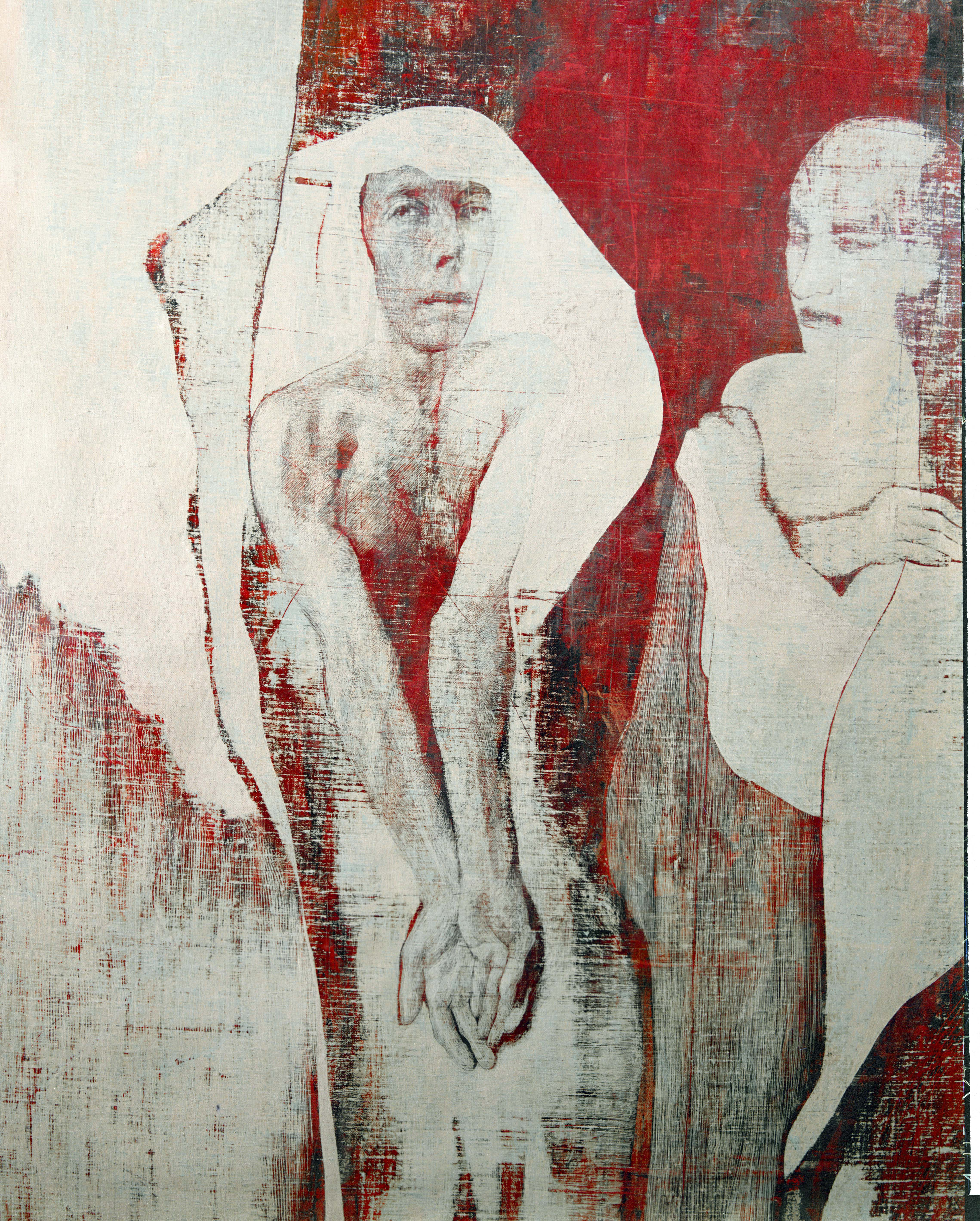
Joseph Accused (José Acusado) Detalhe, 1971

No Outono de 1970, após a leitura de José e os seus Irmãos de Thomas Mann, Rappaport inicia José Acusado (1970-1971), seguido por Joseph in the Pit (1971) e Jacob in Mourning (1971) que são executadas com a técnica a que o artista designa por "grattage", e que em José Acusado tem o efeito de sugerir relevos de parede dos antigos templos egípcios, precisamente a época a que o tema da obra se refere.
O gesto ritual dos braços de José, estendendo-os para baixo, como se ligados a duas mãos abertas, num sinal de súplica e de inocência, é uma citação estudada, mimética do braço e mão desesperadamente estendidos do homem que está a ser estrangulado em A Noite de Max Beckmann, mas com a adição do segundo braço e mão. Rappaport usa a história bíblica de José como símbolo do que se passou na época moderna e a que alude o tema - estranho numa terra estranha - do quarto livro, José, o Provedor (1943), da referida epopeia em quatro volumes de Thomas Mann.

### Os anos em Nova Iorque, Retratosem grattage
Na maior parte da década de 1970, enquanto criava obras que evoluíram a partir das icónicas abstrações de Paris, Rappaport faz mais de vinte retratos em grattage começando com o retrato duplo Jake e Esther Schwartz (1971) para a escultora Barbara Schwartz, a modelo para a mulher de Potifar em José Acusado.
Depois já em Nova Iorque cria Luke (1973) que será exposto com obras de Warhol e Philip Pearlstein em 1976, e a imagem tipo tapeçaria do guru Baba Muktananda (1976-1977), e o seu gémeo na técnica The White Sisters (1976-1979), obras que evoluem através de várias metamorfoses deixando no fim apenas os contornos líricos como num quadro de Arte Nova, após o que o artista regressa à técnica traditional de pintura com pincel em The Barren Womb (1979).

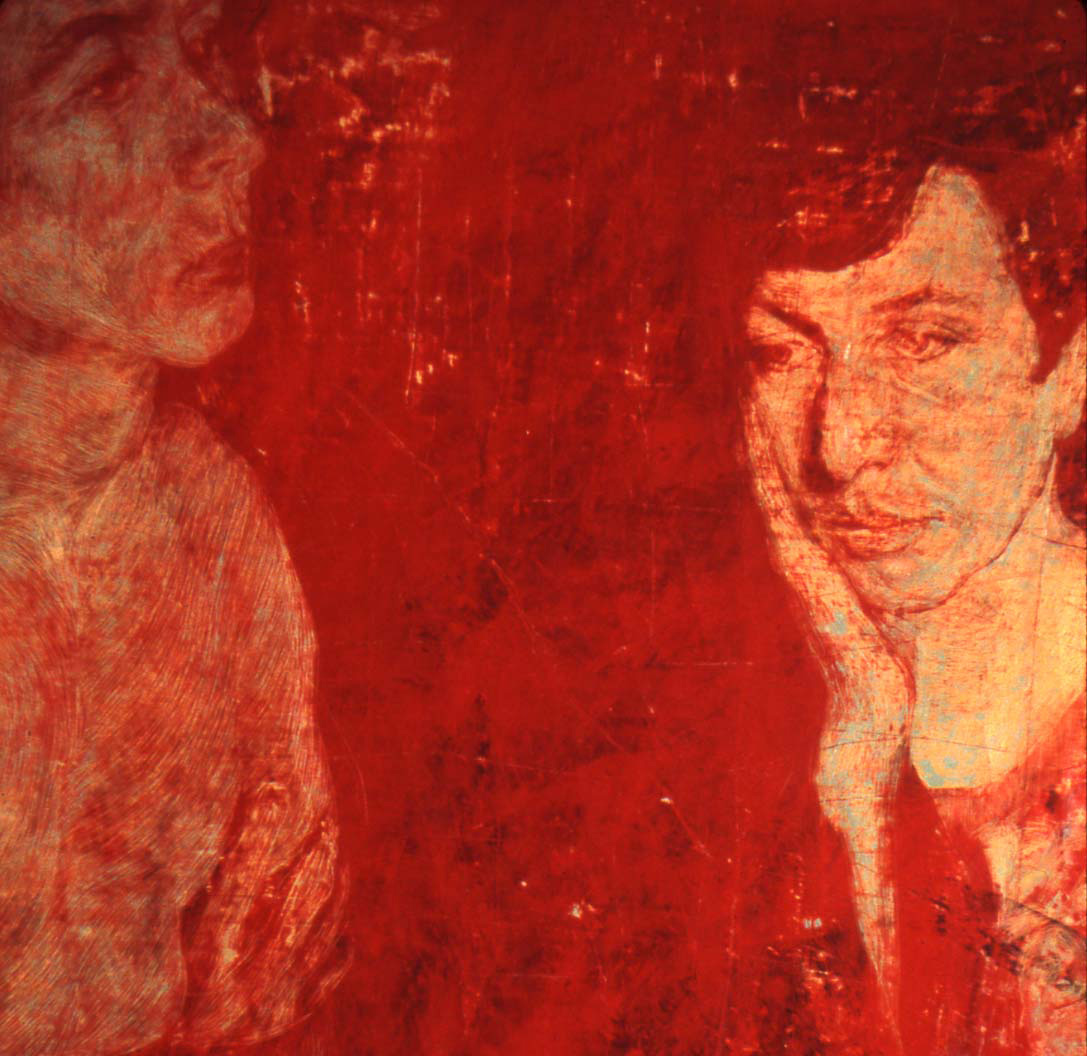
Jack & Richard - Detalhe, 1972

Em 1972 cria o retrato duplo Jack & Richard (1972) do cenógrafo Jack Doepp e do cantor de ópera Richard Magpion devendo o aspecto decorativo e a encenação teatral das duas figuras que emergem da superfície vermelha densamente luminosa das pinturas douradas de Gustav Klimt. O retrato, no entanto, foi recusado por quem o encomendou tendo sido comprado por outra pessoa cinco anos depois. O segundo retrato, mais sóbrio, de Dean Brown (1973), é terminado na primavera seguinte.

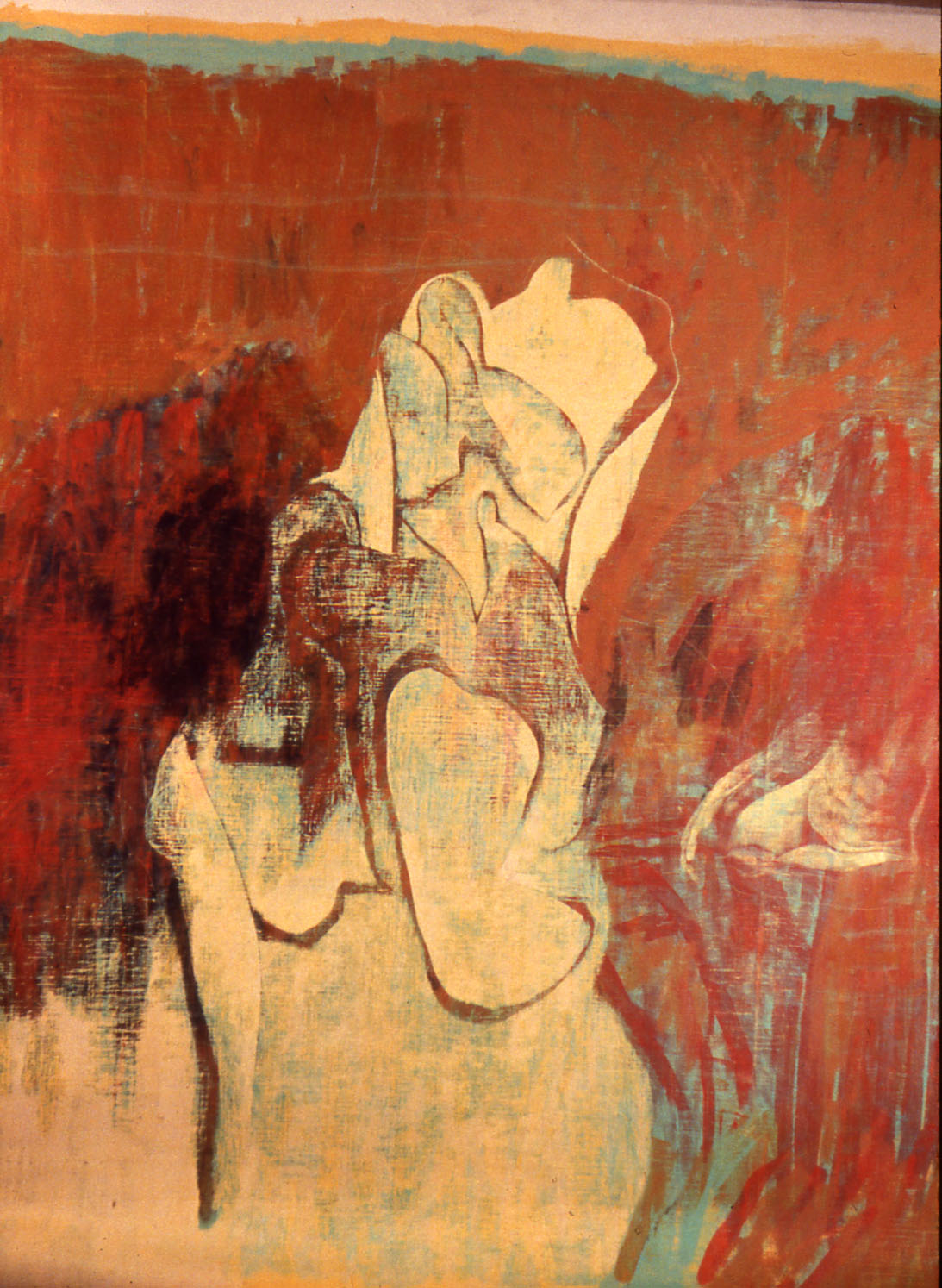
Jacob in Mourning, 1971

Logo depois o artista reelabora Joseph in the Pit pintando de vermelho a mão de José para se ajustar à imagem de sangue no umbral da porta como sinal para afastar o Anjo da Morte e acrescentando o rosto enorme de uma aparição feminina. Sugere esse anjo, desenhado a partir do retrato Catherine Kirkwood (1977), que foi a modelo para José, uma camada autobiográfica a este episódio da luta de José. Na obra, Rappaport segue a prática da arte ocidental da narrativa contínua - camadas de histórias separadas por séculos que aludem a histórias projectadas no futuro.
Em Dezembro de 1981 na edição de Art in America Rappaport começa o primeiro conjunto de páginas de anúncio que continuam nas seguintes edições até abril de 1982. Coincidindo com esta última edição em abril, Rappaport apresenta uma exposição numa carruagem/estúdio de sete pinturas recentes, incluindo The Abode (1981) e White Madonna (1981).
Dois anos mais tarde, Rappaport junta-se à cooperativa Blue Mountain Gallery em Nova Yorque, onde realiza cinco exposições individuais até 1991.

### O Regresso a Pittsburgh, Uma Visita a Paris:The German Girl
Em 1985 regressa a Pittsburgh. Então após uma série de sete auto-retratos feitos no verão de 1986, alguns dos quais são apresentados com Blue Madonna (1986) na Blue Mountain Gallery no final desse ano; no verão seguinte, para além de ter sido convidado por Herbert Simon para pintar o seu retrato oficial para a Universidade Carnegie Mellon , o artista inicia também um conjunto de retratos de antigos professores nos quais se inclui Robert L. Lepper (1987), e escreve em 1989 Robert Lepper, Carnegie Tech, and the Oakland Project como uma homenagem ao seu antigo professor.
Uma curta estada em Itália no verão de 1989 proporciona ao artista a oportunidade de deixar o expressionismo de Buddha from the Cross (1989) e Red Ashen Skies (1989/2010) para pintar duas obras que contam de um modo mais tradicional temas renascentistas: o primeiro, um batismo, mais tarde designado de Narcissus (1989/2007) pintado em Florença e outro nos arredores de Sienna, a Expulsion from the Garden (1989/1992). As versões iniciais destas duas obras são apresentadas na última exposição do artista na Blue Mountain Gallery de Nova Iorque no final de 1990.
O artista regressa a França em 1994 onde trabalha em Vincennes durante dez meses; pinta num ritual de exorcismo o auto-retrato The Performer (1994) em contraposição a um série de nus femininos individuais: The German Girl que deve o seu erotismo ao exemplo de Egon Schiele mas sem ser tão explícito quanto este. Estas pinturas são apresentadas na Galeria Magdalena Baxeras em Barcelona em Dezembro de 1995 na sequência do encontro com o fotógrafo cubano Herman Puig que convida Rappaport a visitar Barcelona. Quatro fotografias do artista junto a obras suas são reproduzidas nas páginas de anúncios da Flash Art na edição de Novembro/Dezembro de 1995 e também na Artforum para promover a exposição de Barcelona. Estas reproduções em anúncios de revistas iniciam um novo ciclo enquanto local de exposição o que prossegue até 2003 em cerca de trinta edições dessas revistas de arte internacionais nas quais se incluem múltiplas apresentações em Bomb, Modern Painters, World Art e Limn.

### Ashes in the Wind: The Work of Mourning: Uma celebração

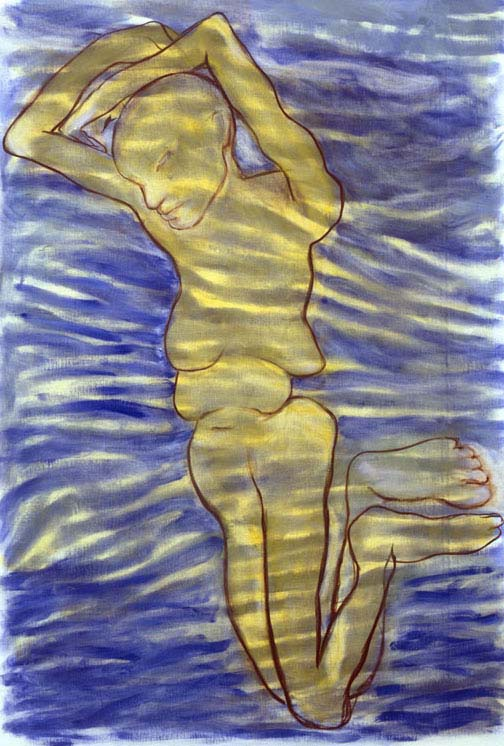
Ashes in the Wind, 1966

Em seguida, continuando a pintar de forma semelhante, o artista, de volta a Pittsburgh, muda de temas pintando imagens iconográficas de figuras femininas individuais como simbolo das vítimas do Holocausto: Ashes in the Wind (1996), Madonna of the Flames (1996), Schneeloch (1996), Freeze (1996), The Chamber (1996), e Furnace Dancer (1997); e depois, mudando para o motivo da figura esquelética enterrada em posição fetal que o artista tinha desenhado quando estava no Carnegie Tech mas agora desenhada de uma forma que sugere a pintura rupestre e em tela muito grande com uma base de vermelho de cádmio em The Oven's Womb (1997).

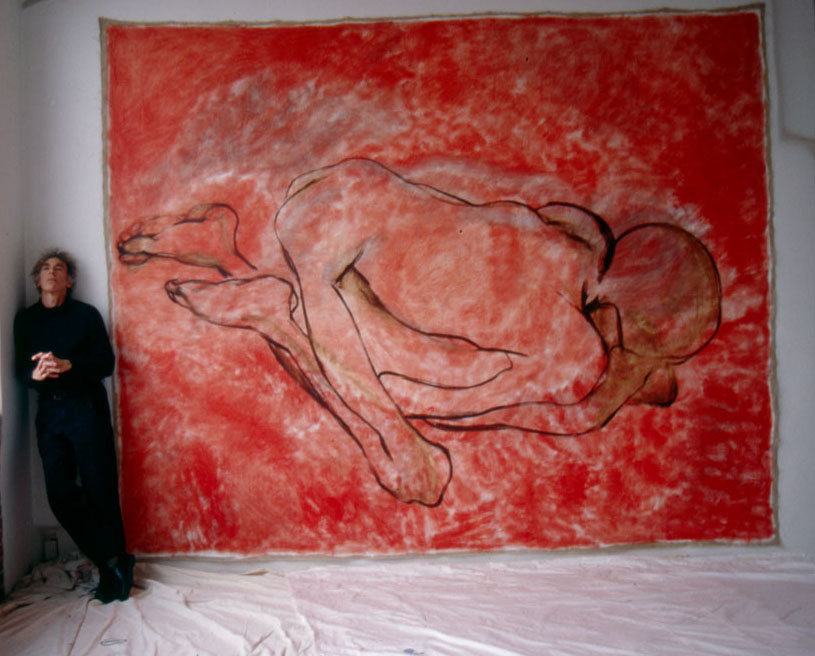
The Oven's Womb, 1997

Após o 11 de Setembro, em dezembro de 2001, na edição de Artforum, Rappaport publica numa página de anúncio uma fotografia de 1966 com ele próprio e Nave de Loucos (1966) com uma legenda que termina assim: "Era uma época em que se faziam dossiês sobre quem abertamente tinha preocupações sobre a nossa política externa" abordando o paralelo histórico com a proposta de restrições à liberdade de expressão e de debate, quando o país se preparava para a guerra.
Na edição de setembro de 2002, a Artforum publica a carta de Rappaport em resposta ao artigo de Linda Nochlin intitulado Mirroring Evil: Nazi Imagery/Recent Art (Olhando o Mal: Imagens do Nazismo/ Arte recente), publicado na edição do Verão de 2002 sobre a exposição do artista realizada no Museu Judaico de Nova Iorque.
Em 2004 Rappaport inicia a escrita das suas memórias, Portraits & Passages, que são colocadas on-line em Agosto de 2005.
Em Fevereiro de 2005, a duas semanas do 60º aniversário da libertação de Auschwitz, Rappaport apresenta Ashes in the Wind: The Work of Mourning no Garfield Artworks em Pittsburgh.

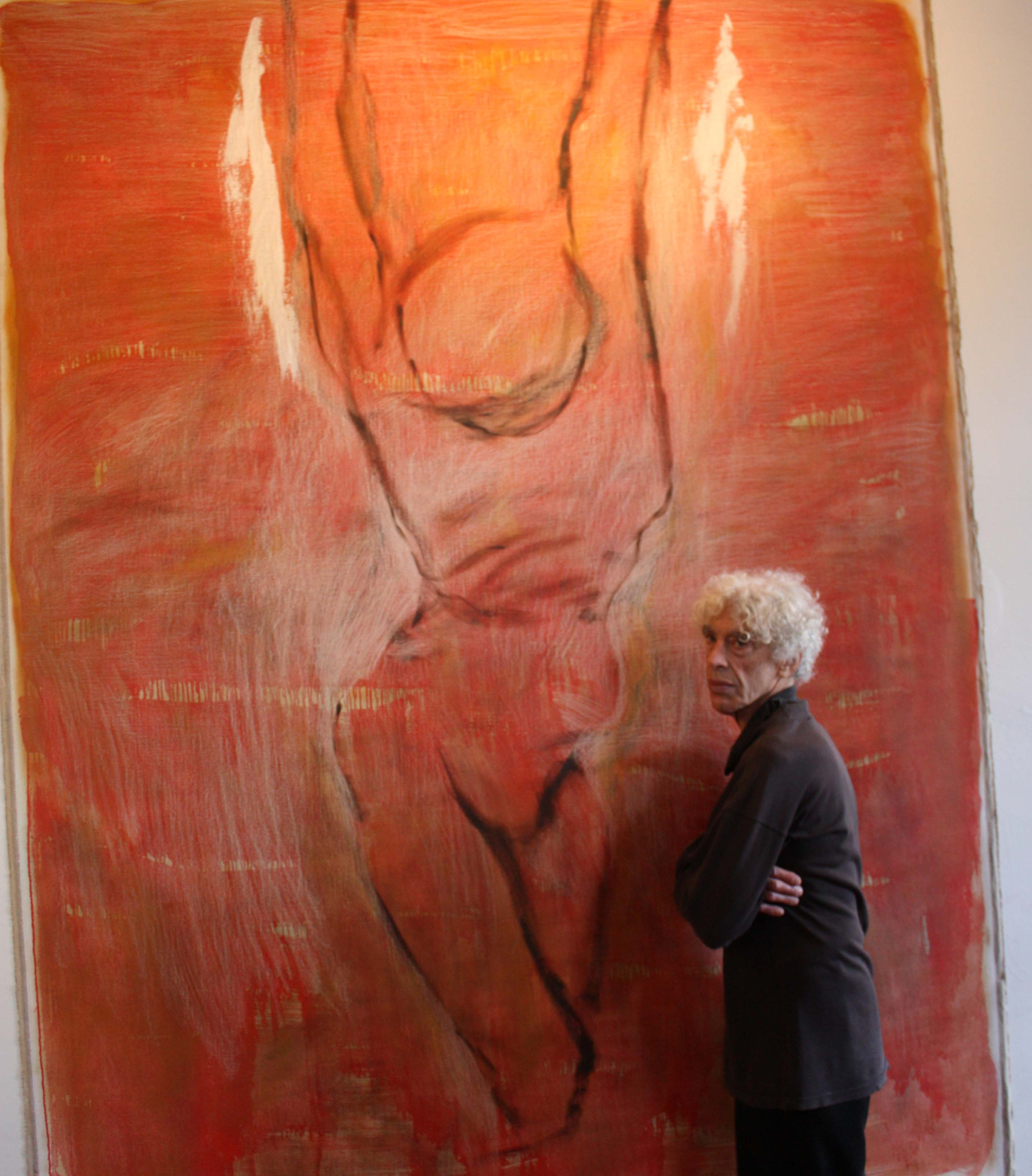
Lightning on Sinai (2010) com o Artista

O artista continua este tema, quatro anos depois, em pinturas sugerindo crucificações desenhadas seguindo o modelo dos esboços de Michelangelo sobre o assunto - mas com as figuras masculinas sem cruzes, como em To Leap into the Arms of the Eternal (Saltar para os braços do Eterno) (2009), Lightning on Sinai (Relâmpago no Sinai) (2010), e Storm Swept (Rajada de tempestade) (2011). Embora formalmente iconográficos, ao contrário do desapego irónico predominante no divertimento e imitação pós-modernos, não se afastam psicologicamente do espectador e, ao invés, reclamam por uma resposta empática e meditativa. Uma tal recordação das vítimas do ódio nazi, o que corresponde a um regresso após quarenta e cinco anos ao tema de Judia acusada (1965), mas agora pintada com suspensão e profundo respeito pelo ser humano, é uma expressão paralela dos trabalhos de Anselm Kiefer que abordam as consequências desastrosas da barbárie, vistas do lado oposto dessa história sombria.
Ainda que se queira fazer uma classificação categórica sobre a obra de Rappaport, dada a sua tendência emocional, o seu muitas vezes doloroso assunto e a expressiva execução, pode ser incorreto colocar a totalidade da obra exclusivamente no lado expressionista do lado clássico/romântico sem reconhecer que na sua obra como um todo, existe um forte sentido de estrutura formal e uma tendência no sentido de encontrar o equilíbrio que desempenha um papel de estabilidade e reciprocidade para a dinâmica mais expressiva. E isto pode explicar a sua evolução em espiral; deste modo, uma vez atingida a saturação do efeito num período da obra, o artista retorna a uma base de simplicidade e coerência mas sempre com respeito para a dignidade do corpo e nobreza do rosto humano.
Uma lista mais abrangente da obra de Rappaport pode ser encontrada em Wikimedia Commons.

## Prémios e Exposições
- 1962 - Scholastic Art & Writing Awards,[7] Medalha de Ouro em Desenho.
- 1966 - Exposição a solo no Skibo hall, Carnegie Mellon University.
- 1967 - Exposição a solo no "Oratory Mural" do Skibo hall, Carnegie Mellon University.
- 1967 - Exposição a solo na Universidade de Chicago - Lexington Studio Gallery, Chicago.
- 1968 - The Chaloner Prize,[8] finalista do Prémio da American Academy de Roma.[9]
- 1969 - Exposição conjunta, "Jeunes artistes americans" no Centre Cultural Americaine, Paris.[10]
- 1970 - Exposição a solo na Cité Internationale des Arts, Paris.[11]
- 1974 - 1977 Instalação de "Joseph in the Pit", "Jacob in Mourning", no Joseph Papp Public Theater, Nova Iorque
- 1974 - Exposição a solo na South Houston Gallery, SoHo, Nova Iorque.
- 1976 - "Carnegie Mellon/NYC Alumni Show", West Broadway Gallery, SoHo, Nova Iorque.
- 1982 - Exposição "29 Downing Street", Nova Iorque[12]
- 1983, 1984, 1986, 1989, 1991 - Exposições a solo de pinturas na Blue Mountain Gallery, SoHo, Nova Iorque.[13]
- 1987 - Instalação de "Oratory Mural" por empréstimo alargado ao Institutes for the Achievement of Human Potential, Filadélfia.[14]
- 1995 - Exposição a solo - "The German Girl Nude" ("La noia alemanya nua") na Galleria d'Arte Magdalena Baxeras, Barcelona
- 1997 - Exposição conjunta "Go Figure" na Universidade de Rhode Island, Kingston.
- 2005 - Exposição "Ashes in the Wind: The Work of Mourning", Garfield Artworks, Pittsburgh.[15]
- 2007 - Exposição conjunta - "Garden Show: In Full Bloom", Space Gallery, Pittsburgh.
- 2011 - Exposição "Rappaport Unblurred", International Children's Art Gallery, Pittsburgh.